# 田中修治
田中 修治（たなか しゅうじ、1978年 -  ）は、埼玉県出身の実業家。株式会社オンデーズ代表取締役社長。

## 人物
10代の頃から起業家として、企業のホームページや映像制作を行うデザイン会社を設立。企業再生案件を中心に事業を拡大。

## 略歴
- 2003年5月1日 - 埼玉県上福岡市で株式会社MOVEMENT設立。代表取締役社長就任（ - 2008年3月3日）。
- 2008年3月3日 - 株式会社オンデーズから個人で52%の第三者割当増資引受け。代表取締役社長就任。株式会社MOVEMENT代表取締役退任。
- 2008年9月1日 - 株式会社オンデーズで平成20年5月14日に民事再生手続開始決定（東京地方裁判所 平成20年（再）第107号）の発令を受けた株式会社イミクリエーションズ（本社：東京都港区）の主要運営事業である「COU　COU（クウクウ）事業」の再生を目的として同社と同事業の事業譲渡契約を締結。
- 2011年 - 東日本大震災で社員や店舗の被災を目の当たりにし、メガネが必要な人へ無償提供する支援活動「EYE CAMP」を開始。
- 2013年 - オンデーズ シンガポール法人 設立(OWNDAYS SINGAPORE PTE LTD.)　取締役就任。
- 2013年 - 株式会社オンデーズの沖縄地域統括子会社　オンデーズ琉球設立　代表取締役社長就任。
- 2014年 - オンデーズ台湾法人 設立(恩戴適股份有限公司)　代表取締役社長就任。
- 2015年 - タイ王国第一号店をメガバンナーに出店。カンボジア王国第一号店をイオンモールプノンペンに出店。フィリピン共和国第一号店をエスタンシアに出店。
- 2015年 - オンデーズマレーシア法人 設立(OWNDAYS MALAYSIA SDN. BHD.)　取締役就任。
- 2015年 - オンデーズカンボジア法人 設立(BRANCH OF OWNDAYS SINGAPORE PTE. LTD.)　取締役就任。
- 2015年 - オンデーズベトナム法人 設立(OWNDAYS VIET NAM)　取締役就任。
- 2015年 - オンデーズフィリピン法人 設立(OWNDAYS PHILIPPINES)　取締役就任。
- 2016年 - オーストラリア第一号店をチャッツウッドに出店。ベトナム第一号店をサイゴンセンターに出店。欧州第一号店をオランダに出店。「OWNDAYS」ブランドとして10カ国で展開。NHK「クローズアップ現代」にて「あなたの一票が上司を決める！？密着・ある企業の管理職選挙」に出演・放送。
- 2017年 - オンデーズインドネシア法人 設立(OWNDAYS INDONESIA)　取締役就任。
- 2017年 - オンデーズ ロシア法人 設立。
- 2018年 - 香港第一号店（二号店）をTMT Plaza、East Point Cityに同時出店。LVMHモエ ヘネシー・ルイ ヴィトン系の投資会社Lキャタルトン・アジア（L CATTERTON ASIA）及び三井物産の投資事業子会社である三井物産企業投資（MCPI）と、第三者割当増資、株式の一部譲渡についての契約を締結。OWNDAYSブランドで国内外に400店舗を展開。
- 2019年 - インド第一号店をチェンナイに出店。テレビ東京系列「カンブリア宮殿」にて「倒産危機から奇跡の復活！メガネ業界の風雲児」に出演・放送。
- 2021年 - ドバイ（アラブ首長国連邦）第一号店を出店。
- 2022年 - OWNDAYSとLenskartの経営統合により、グループでアジア域内13市場に総店舗数1,500店舗、2,000万回以上のアプリダウンロード数、300名以上のリモート検眼技師を有する、同地域最大のオムニチャネルアイウェアチェーンが誕生。テレ東系列 ワールドビジネスサテライト（WBS）にて「オンデーズ”不死鳥社長”が明かす　経営統合決断の理由」に出演・放送。
- 2023年 - OWNDAYSブランドでは、日本全国の他、シンガポール、台湾、インド、中東など海外13の国と地域に530店舗を展開している。
- 2023年 - 紺綬褒章と賞杯を授与。令和5年12月19日付 官報 本紙 第1126号 10頁
- 2024年 - 株式会社オンデーズ  代表取締役会長に就任。

## 出版

### 著書
- 『破天荒フェニックス オンデーズ再生物語』（2018年9月5日、幻冬舎 NewsPicks Book）ISBN 978-4344033504
  - 『破天荒フェニックス オンデーズ再生物語』（2019年11月18日、幻冬舎 幻冬舎文庫）ISBN 9784344429161
  - マンガ『破天荒フェニックス オンデーズ再生物語』（漫画:伊野ナユタ、シナリオ:星井博文）（2020年7月30日、幻冬舎 幻冬舎コミックス）ISBN 9784344846852
- 『大きな嘘の木の下で 僕がOWNDAYSを経営しながら考えていた10のウソ』（2020年4月17日、幻冬舎 NewsPicks Book）ISBN 9784344035997

### 関連書籍
- 『一業種一社シリーズ 社長密着6時間 メガネ業界編 オンデーズ 田中修治社長』（著者:川崎さちえ）（2009年12月30日、B&P.出版）ISBN 9784904820001 - インタビュー

## テレビ出演
- 日経スペシャル カンブリア宮殿 倒産危機から奇跡の復活！ メガネ業界の風雲児 不死鳥伝説（2019年8月8日、テレビ東京）[1]

## メディア
- 新春3夜連続ドラマ 「破天荒フェニックス」（2020年1月3日 - 5日、テレビ朝日） - 著書である「破天荒フェニックス オンデーズ再生物語」を原作としたテレビドラマ[2]。勝地涼が田中修治をモデルにした主人公・田村雄司役を演じている。